# Radim Seltenreich
Radim Seltenreich (* 24. února 1965 Frýdek-Místek) je český právní historik, vysokoškolský docent a publicista.

## Život
V letech 1983–1987 vystudoval Právnickou fakultu Univerzity Karlovy, kam se roku 1989 vrátil jako interní aspirant. V průběhu Sametové revoluce se účastnil protestu studentů na Národní třídě a na fakultě zakládal stávkový výbor. Roku 2000 se habilitoval. Je činný jako docent na katedře právních dějin. Jeho odborným zájmem jsou především dějiny práva v Německu a Spojených státech amerických. Podílel se na několika oborových učebnicích.
Krom toho se věnuje publicistické činnosti, jeho eseje převážně na historická a kulturně-literární témata jsou otiskovány v Lidových novinách či Revue Prostor. Jejich výběr byl vydán knižně pod názvem Dokonale nedokonalý svět.

## Vybrané publikace
- Dokonale nedokonalý svět: eseje a glosy o věcech (převážně) nadčasových. Praha: Auditorium, 2017. ISBN 978-80-87284-63-6.
- Kniha cest: koláž(e) z pěti kontinentů: (inspiromat pro cestovatele - proč raději zůstat doma). Extra. Praha: Leges, 2010. ISBN 978-80-87212-64-6.
- Právní humanismus jako výraz evropského právního vývoje: /se zvláštním zřetelem k dění na univerzitách/. Praha: Karolinum, 1996. ISBN 80-7184-160-9.

#### Jako spoluautor
- Dějiny angloamerického práva. 2. vyd. Student. Praha: Leges, 2011. ISBN 978-80-87212-87-5.
- Dějiny evropského kontinentálního práva: vysokoškolská právnická učebnice. 3., upr. vyd. Student. Praha: Leges, 2010. ISBN 978-80-87212-54-7.